# Szigetújfalu
Szigetújfalu é um município da Hungria, situado no condado de Peste. Tem 10,83 km² de área e sua população em 2015 foi estimada em 1.965 habitantes.